# 小豹律蛺蝶
小豹律蛺蝶（學名：Lexias pardalis）是蛺蝶科律蛺蝶屬的一種蝴蝶。分佈於中國華南、印度至中南半島。
种加词 pardalis 意为“豹纹的”。

## 分佈
中國大陸（海南、廣西、廣東、雲南）、香港、緬甸、泰國、老撾、越南、馬來西亞、印度。

## 形態
中大型蛺蝶。雌雄異型。翅背面黑色，前翅外緣由頂角到後緣有1條橄欖綠色帶，前窄後寬；後是亞外緣有1大塊由紫藍綠漸變過渡色斑，各室有1個黑斑。翅腹面黃褐色，頂角有1個白點。雌蝶體形較大，翅背面黑色，滿佈淡黃色斑點。

## 習性
成蟲幾乎全年可見。成蟲於熱帶雨林中飛行和曬日光浴，動作敏捷，飛行迅速。成蟲不訪花，喜歡吸取樹汁，也常見於在地上吸食腐果。幼蟲以藤黃科黃牛木屬植物為寄主。

## 外部連結
- 维基共享资源上的相關多媒體資源：小豹律蛺蝶
- 維基物種上的相關：小豹律蛺蝶
- Lexias pardalis （页面存档备份，存于） - funet.fi （英文）